# الكشفية والإرشادية في ناورو
تعتبر دولة ناورو واحدة من بين 35 دولة لديه حركة كشفية، لكن ليس لها منظمة كشفية وطنية رسمية تكون عضوا في المنظمة العالمية للحركة الكشفية. كشافة ناورو لديها ارتباطا وثيق بكشافة أستراليا، وخصوصا كشافة غيلونغ، وهو ميناء بحري لدي تعاملات تداول كثير مع دول ناورو. العلاقات القائمة بين كشافة جيلونج والكشافة ناورو تعود إلى عقد 1930،  ومستمره حتى يومنا هذا.
على الرغم من أن ناورو لديها حركة مرشدات، إلى أنها تعمل من أجل الحصول على اعتراف وعضوية في الجمعية العالمية للمرشدات وفتيات الكشافة.